# هندسة سلوكية

تهدف الهندسة السلوكية (بالإنجليزية: Behavioral engineering)‏ التي تسمى أيضًا تحليل السلوك التطبيقي، إلى تحديد المشكلات المرتبطة بواجهة التكنولوجيا والمشغلين البشريين في النظام وإنشاء ممارسات التصميم الموصى بها التي تأخذ في الاعتبار نقاط القوة والقيود المفروضة على المشغلين البشر.
"شُكل سلوك الفرد وفقًا لاكتشافات السلوك الصالح ولك يكن أبداً نتيجة دراسة تجريبية".

بورهوس فريدريك سكينر، رواية والدن تو [الإنجليزية]
كتب واطسون في عام 1924 "السلوكية... ترى أن موضوع علم النفس البشري هو سلوك الإنسان. تدعي السلوكية أن الوعي ليس مفهومًا محددًا ولا يمكن استخدامه".
يستخدم غالبًا هذا النهج في إدارة السلوك التنظيمي، وهو تحليل السلوك المطبق على المنظمات وعلم نفس المجتمع السلوكي.

## نجاح النهج
استخدمت الهندسة السلوكية لزيادة السلامة في المنظمات (انظر السلامة القائمة على السلوك). تشمل المجالات الأخرى الأداء في التنظيم وتقليل المشاكل في السجن. بالإضافة إلى ذلك، فقد حقق بعض النجاح في أنظمة الخدمة الاجتماعية، وفهم التأثيرات طويلة المدى للإنسان في الفضاء وتطوير المشهد البشري، وفهم السلوك السياسي في المنظمات، وفهم كيفية عمل المنظمات.
كما نجحت أيضًا في مساعدة الأفراد على تحديد الأهداف وإدارة أنظمة الدفع. وطبقت الهندسة السلوكية على سياسة الرعاية الاجتماعية.
في النظام المدرسي، ألهمت الهندسة السلوكية برنامجين لإدارة السلوك بناءً على مبادئ تحليل السلوك التطبيقي في تنسيق التعلم الاجتماعي. نجحت البرامج في الحد من الاضطراب عند الأطفال الذين يعانون من اضطرابات السلوك، وكذلك تحسين تحصيلهم الأكاديمي. تظهر البرامج محافظة جيدة وتعميم آثار العلاج عند عودة الطفل إلى الفصل الطبيعي. بالإضافة إلى ذلك، كرر البرامج بنجاح. استمرت البرامج التحليلية للسلوك في العمل للتحكم في التغيب عن المدرسة وتقليل الجنوح.
نُشرت مجلة الهندسة السلوكية من عام 1973 إلى عام 1985. والعديد من موضوعات الهندسة السلوكية تغطى الآن في المجلات الأخرى مثل السلوك والقضايا الاجتماعية، ومحلل السلوك، ومجلة إدارة السلوك التنظيمي".

## مقالات ذات صلة
- تحليل السلوك التطبيقي
- العلاج السلوكي
- تعديل السلوك
- إدارة السلوك
- الممارسة المهنية لتحليل السلوك
- السلوكية